# Méthode de Chapman-Enskog
À la fin du XIXe siècle on connaît l'équation de Boltzmann qui régit la dynamique du milieu gazeux à l'échelle microscopique et les équations d'Euler et de Navier-Stokes pour le niveau macroscopique. Le passage d'une échelle à l'autre constitue une partie du sixième problème de Hilbert. David Hilbert, auteur des énoncés des problèmes jugés majeurs à la fin du XIXe siècle pose les bases d'une méthode sous forme d'un développement qui porte son nom (1912). Il faudra attendre quelques années pour que Sydney Chapman et David Enskog proposent simultanément et indépendamment en 1916 et 1917 une solution à ce problème,,. Plus récemment cette méthode a été étendue au cas d'un gaz en déséquilibre thermodynamique, ce dernier aspect étant aujourd'hui encore un domaine de recherche très actif.
La méthode de Chapman-Enskog est une méthode de perturbation consistant à définir la solution sous forme de série de fonctions de distribution en fonction d'un « petit paramètre » assimilable au nombre de Knudsen. À l'ordre zéro on retrouve la distribution de Maxwell-Boltzmann et les équations d'Euler. L'ordre un permet de connaître l'expression des flux de chaleur et de quantité de mouvement et celle des coefficients de transport (les coefficients de diffusion par gradients de concentration, de pression et de température, les viscosités dynamique et volumique, la conductivité) à partir des potentiels d'interaction moléculaires. Cette approche permet de retrouver les équations de Navier-Stokes et de justifier la diffusion par gradient thermique, inconnue à l'époque où sont publiés les travaux de Chapman et d'Enskog. Cette méthode permettra par la suite de calculer tous ces coefficients à partir de la connaissance de l'un d'entre eux en reconstituant à partir d'une mesure (généralement la viscosité) un potentiel d'interaction tel que le potentiel de Lennard-Jones.
Harold Grad a proposé une approche alternative consistant à chercher la solution par la méthode des moments de la fonction de distribution (1949). L'équation de Boltzmann est multipliée par {\displaystyle 1,{\vec {v}},{\vec {v}}\otimes {\vec {v}},{\vec {v}}\otimes {\vec {v}}\otimes {\vec {v}}...} ({\displaystyle {\vec {v}}} est la vitesse microscopique de l'équation de Boltzmann et {\displaystyle \otimes } le produit tensoriel) et intégrée en vitesse. Dans ce type de méthode l'équation portant sur le ne moment fait apparaître le (n+1)e. Il faut donc faire une hypothèse pour « fermer » le système. Grad suppose la solution exprimée par une série tronquée de polynômes d'Hermite,. David Levermore a plus récemment (1996) proposé une fermeture qui fait appel à une propriété générale : la solution maximise l'entropie du système de fermions que sont les particules du milieu. Des codes de calcul basés sur ces méthodes sont restés dans le domaine du laboratoire car n'apportant pas un gain notable en termes de domaine de validité (en termes de nombre de Knudsen) par rapport aux codes standard résolvant les équations de Navier-Stokes, lesquels ont fait l'objet de développements considérables.
La méthode de Chapman-Enskog a été étendue à l'équation de Boltzmann-Chernikov en relativité générale pour les applications en cosmologie.

## Équations d'évolution microscopique et macroscopique

### Niveau microscopique
On note {\displaystyle f({\vec {x}},{\vec {v}}_{i},t)} la fonction de distribution statistique de la vitesse {\displaystyle {\vec {v}}_{i}} à l'instant {\displaystyle t} au point {\displaystyle {\vec {x}}} pour la particule (atome ou molécule) appartenant à l'espèce {\displaystyle i}. Le nombre probable de particules dans le volume {\displaystyle [{\vec {x}},{\vec {x}}+\mathrm {d} {\vec {x}}]}, de vitesses {\displaystyle [{\vec {v}},{\vec {v}}+\mathrm {d} {\vec {v}}]} à cet instant est {\displaystyle f_{i}\,\mathrm {d} {\vec {x}}\,\mathrm {d} {\vec {v}}}. La distribution statistique {\displaystyle f_{i}} se mesure donc en s3 m−6.
 Remarque : certains auteurs utilisent une distribution de la quantité de mouvement {\displaystyle \mathbf {p} } plutôt qu'une distribution de la vitesse.
L'équation de Boltzmann s'écrit (en l'absence de force extérieure){\displaystyle {\frac {\partial }{\partial t}}f({\vec {x}},{\vec {v}}_{i},t)+{\vec {v}}_{i}\cdot \nabla f({\vec {x}},{\vec {v}}_{i},t)=\sum _{j}{\mathcal {Q}}{\Bigl (}f({\vec {x}},{\vec {v}}_{i},t),f({\vec {x}},{\vec {v}}_{j},t){\Bigr )},}où {\displaystyle {\mathcal {Q}}}, l'opérateur (ou noyau) de collision, est un opérateur intégral quadratique décrit ci-dessous, donnant l'effet des collisions que l'on supposera élastiques pour simplifier le problème : pas d'échange entre degrés de liberté internes et translation, pas de réaction chimique. On exclut donc la viscosité volumique qui résulte de ce type d'échange.
Il y a autant de distributions que d'espèces présentes dans le milieu. À chacune correspond une équation de Boltzmann couplée aux autres par les seconds membres qui représentent des collisions homogènes ({\displaystyle j=i}) ou hétérogènes ({\displaystyle j\neq i}).

#### La collision élastique

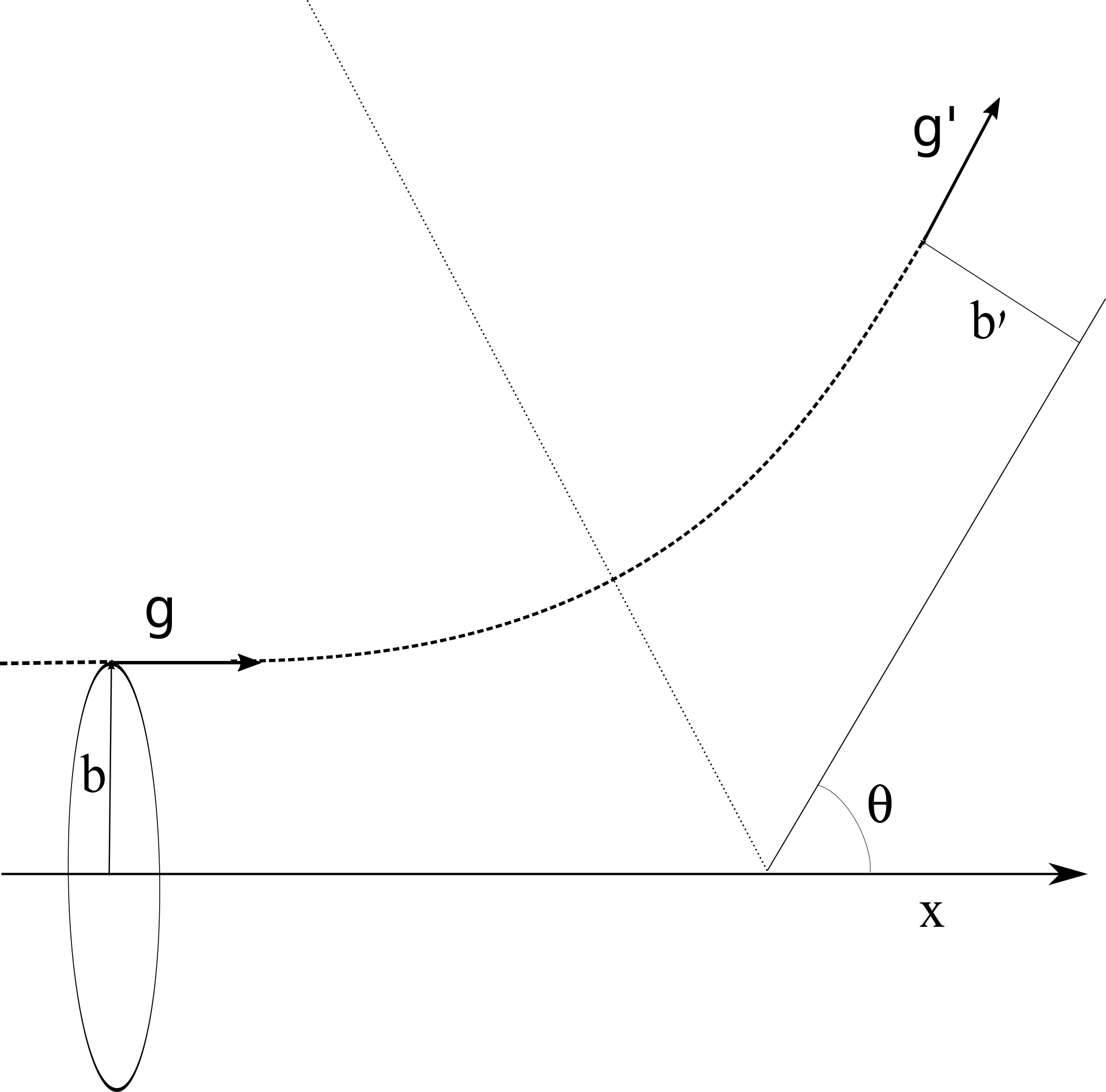
Schéma d'une interaction moléculaire élastique dans le système lié au barycentre.

Les vitesses avant interaction sont {\displaystyle {\vec {v}}_{i}} et {\displaystyle {\vec {v}}_{j}} dans un référentiel galiléen. Les indices représentent indifféremment une même espèce ou deux espèces différentes. Ces vitesses valent {\displaystyle {\vec {v}}_{i}'} et {\displaystyle {\vec {v}}_{j}'} après interaction. On se place dans un système centré sur le barycentre qui a une vitesse constante du fait de la conservation de la quantité de mouvement. Dans ce système qui est donc galiléen la vitesse initiale de la particule {\displaystyle j} est la vitesse relative {\displaystyle {\vec {g_{ij}}}={\vec {v}}_{i}-{\vec {v}}_{j}}. Par symétrie on peut affirmer que la trajectoire sera contenue dans le plan contenant l'origine et {\displaystyle {\vec {g_{ij}}}}. On choisit un repère tel que {\displaystyle {\vec {\Omega }}={\frac {\vec {g_{ij}}}{||{\vec {g_{ij}}}||}}=(1,0,0)^{\operatorname {t} }} (voir figure). Dans ce repère la déviation est {\displaystyle \theta _{ij}}, fonction du paramètre d'impact {\displaystyle b}, de la vitesse relative {\displaystyle g_{ij}} et du potentiel d'interaction que l'on suppose ne dépendant que de la distance en les deux particules en interaction. Si cette hypothèse est rigoureuse pour l'interaction entre deux atomes, on peut la considérer utilisable pour deux molécules : le potentiel est alors un potentiel moyen statistique.
La direction de sortie d'interaction est définie par {\displaystyle {\vec {\Omega '}}={\frac {\vec {g'_{ij}}}{||{\vec {g'_{ij}}}||}}}. On peut calculer les vitesses finales à partir des considérations suivantes :
- la conservation de la quantité de mouvement dans l'interaction implique que{\displaystyle {\vec {v}}_{i}'+{\vec {v}}_{j}'={\vec {v}}_{i}+{\vec {v}}_{j}.}

- la vitesse relative {\displaystyle {\vec {g_{ij}}}} a un module constant du fait de la conservation de l'énergie, donc {\displaystyle g_{ij}'=g_{ij}} ou {\displaystyle |{\vec {v}}_{i}'-{\vec {v}}_{j}'|=|{\vec {v}}_{i}-{\vec {v}}_{j}|.} Les vitesses après l'interaction sont donc :{\displaystyle {\begin{cases}{\vec {v}}_{i}'(b,g)&={\vec {v}}_{i}-({\vec {g_{ij}}}\cdot {\vec {\Omega '}})\,{\vec {\Omega '}}\\{\vec {v}}_{j}'(b,g)&={\vec {v}}_{j}+({\vec {g_{ij}}}\cdot {\vec {\Omega '}})\,{\vec {\Omega '}}\end{cases}}.}

De plus la conservation du moment cinétique au cours de l'interaction conduit à {\displaystyle b'=b}. Le système décrivant la collision est réversible. Le théorème de Liouville permet donc d'écrire : {\displaystyle \mathrm {d} v_{i}'\mathrm {d} v_{j}'=\mathrm {d} v_{i}\,\mathrm {d} v_{j}.}

#### Le noyau de collision
Le nombre probable de particules qui traversent l'aire {\displaystyle 2\,\pi \,b\,\mathrm {d} b} par unité de temps est {\displaystyle f(v_{j})g_{ij}2\pi b\;\mathrm {d} b\;\mathrm {d} v_{j}}. Elles interagissent avec le nombre probable de particules dans le volume élémentaire {\displaystyle f({\vec {v}}_{i})\,\mathrm {d} {\vec {x}}\,\mathrm {d} {\vec {v}}_{i}}. Le nombre de particules qui disparaissent de la statistique par unité de temps est {\displaystyle \Theta _{ij}^{-}\,\mathrm {d} {\vec {x}}\,\mathrm {d} {\vec {v}}_{i}} avec :{\displaystyle \Theta _{ij}^{-}=2\pi \int _{\vec {v}}\int _{0}^{\infty }f({\vec {v}}_{i})f({\vec {v}}_{j})\,g_{ij}\,b\,\mathrm {d} b\,\mathrm {d} {\vec {v}}_{j}.}On compte de la même façon la quantité de particules qui apparaissent, soit :{\displaystyle \Theta _{ij}^{+}=2\pi \int _{\vec {v}}\int _{0}^{\infty }f({\vec {v}}_{i}')f({\vec {v}}_{j}')\,g_{ij}'\,b'\,\mathrm {d} b'\,\mathrm {d} {\vec {v}}_{j}'.}Compte tenu des relations données ci-dessus pour la collision l'opérateur de collision s'écrit :{\displaystyle Q(f_{i},f_{j})=\Theta _{ij}^{+}-\Theta _{ij}^{-}=2\pi \int _{\vec {v}}\int _{0}^{\infty }[f({\vec {v}}_{i}')f({\vec {v}}_{j}')-f({\vec {v}}_{i})f({\vec {v}}_{j})]\,g_{ij}\,b\,\mathrm {d} b\,\mathrm {d} {\vec {v}}_{j}.}Cette équation est nommée équation de Wang Chang et Uhlenbeck. On peut donner une formulation équivalente en introduisant la section efficace différentielle {\displaystyle \sigma _{ij}} définie par:{\displaystyle 2\,\pi \,b\,\mathrm {d} b=2\,\pi \,\sigma _{ij}\sin \theta _{ij}\,\mathrm {d} \theta _{ij}=\sigma _{ij}\,\mathrm {d} \Omega ,} d'où{\displaystyle Q(f_{i},f_{j})=\int _{\vec {v}}\int _{4\pi }[f({\vec {v}}_{i}')f({\vec {v}}_{j}')-f({\vec {v}}_{i})f({\vec {v}}_{j})]\,g_{ij}\,\sigma _{ij}\,\mathrm {d} {\vec {\Omega }}.}

### Niveau macroscopique

#### Les variables
L'équation de Boltzmann décrit au niveau microscopique l'évolution de particules. Pour décrire chacune des espèces {\displaystyle i} au niveau macroscopique et l'ensemble de celles-ci on définit :
- la densité particulaire {\displaystyle n=\sum _{i}n_{i}=\sum _{i}\int _{{\vec {v}}_{i}}f({\vec {x}},{\vec {v}}_{i},t)\;\mathrm {d} {\vec {v}}_{i}} ;
- la masse volumique {\displaystyle \rho =\sum _{i}\rho _{i}=\sum _{i}n_{i}m_{i}=\sum _{i}m_{i}\int _{{\vec {v}}_{i}}f({\vec {x}},{\vec {v}}_{i},t)\;\mathrm {d} {\vec {v}}_{i}} ;
- la vitesse moyenne {\displaystyle {\vec {V_{i}}}={\frac {1}{n_{i}}}\int _{{\vec {v}}_{i}}{\vec {v}}_{i}f({\vec {x}},{\vec {v}}_{i},t)\;\mathrm {d} {\vec {v}}_{i}} ;
- l'énergie interne {\displaystyle e_{i}=\int _{\vec {v}}{\frac {1}{2}}m_{i}\Vert {\vec {v}}_{i}\Vert ^{2}f({\vec {x}},{\vec {v}}_{i},t)\;\mathrm {d} {\vec {v}}_{i}} ;

On peut alors définir des valeurs pour l'ensemble des espèces, soit :
- la vitesse d'ensemble {\displaystyle {\vec {V}}={\frac {1}{\rho }}\sum _{i}\rho _{i}{\vec {V}}_{i}={\frac {1}{\rho }}\sum _{i}{\vec {V}}_{i}m_{i}\int _{{\vec {v}}_{i}}f({\vec {x}},{\vec {v}}_{i},t)\;\mathrm {d} {\vec {v}}_{i}} (vitesse barycentrique de l'ensemble des particules) ;
- la vitesse de diffusion {\displaystyle {\vec {v}}_{Di}={\vec {v}}_{i}-{\vec {V}}} (quantité cinématique) ;

Quelques variables auxiliaires (où {\displaystyle N_{A}} est le nombre d'Avogadro)
- la fraction volumique {\displaystyle x_{i}={\frac {n_{i}}{n}}} ;
- la fraction massique {\displaystyle c_{i}={\frac {\rho _{i}}{\rho }}} ;
- la masse molaire {\displaystyle {\overline {{\mathcal {M}}_{i}}}=N_{A}m_{i}}, de valeur moyenne {\displaystyle {\overline {\mathcal {M}}}=\sum _{i}x_{i}M_{i}} ;

#### Les flux
Le flux de la quantité {\displaystyle \psi _{i}} est par définition la quantité{\displaystyle \int _{{\vec {v}}_{i}}\psi _{i}f({\vec {x}},{\vec {v}}_{i},t){\vec {v}}_{Di}\;\mathrm {d} {\vec {v}}_{Di}.}On définit ainsi, en notant {\displaystyle \otimes } le produit dyadique : 
- le flux de masse {\displaystyle {\vec {J}}_{i}=m_{i}\int _{\vec {v}}f_{i}{\vec {v}}_{Di}\;\mathrm {d} {\vec {v}}_{Di}=\rho _{i}{\vec {v}}_{Di}} ;
- le tenseur de pression {\displaystyle \mathbf {P} _{i}({\vec {x}},t)=\int _{{\vec {v}}_{i}}m_{i}{\vec {v}}_{Di}\otimes {\vec {v}}_{Di}f({\vec {x}},{\vec {v}}_{i},t)\;\mathrm {d} {\vec {v}}_{Di}} , qui représente le flux de quantité de mouvement. Il est symétrique par construction.
- la pression partielle {\displaystyle p_{i}={\frac {1}{3}}\int _{{\vec {v}}_{i}}m_{i}\Vert {\vec {v}}_{Di}\Vert ^{2}f({\vec {x}},{\vec {v}}_{i},t)\;\mathrm {d} {\vec {v}}_{Di}} , définie à partir de la trace du tenseur de pression.
- le flux de chaleur {\displaystyle {\vec {q}}_{i}=\int _{{\vec {v}}_{i}}{\frac {1}{2}}m_{i}\Vert {\vec {v}}_{Di}\Vert ^{2}{\vec {v}}_{Di}f({\vec {x}},{\vec {v}}_{i},t)\;\mathrm {d} {\vec {v}}_{Di}} . Il représente le flux d'énergie interne.

Les flux globaux sont obtenus simplement en sommant sur {\displaystyle i}, ainsi que la pression {\displaystyle p=\sum _{i}p_{i}.}On peut alors définir une température à partir de l'équation d'état {\displaystyle p=nkT.}

#### Équations d'évolution
En multipliant chacune des équations de Boltzmann successivement par chacun des invariants collisionnels {\displaystyle m_{i},m_{i}{\vec {v}},{\frac {1}{2}}m_{i}\Vert {\vec {v}}\Vert ^{2}} et en intégrant sur les vitesses et, s'il y a lieu, sur les espèces, on obtient les équations d'évolution macroscopiques appelées équations d'Enskog. On note {\displaystyle {\textbf {:}}} le produit contracté.{\displaystyle {\begin{cases}{\dfrac {\partial }{\partial t}}\rho _{i}+\nabla \cdot (\rho _{i}{\vec {v}}+{\vec {J}}_{i})=0\\\rho {\dfrac {\partial }{\partial t}}{\vec {v}}+\rho ({\vec {v}}\cdot \nabla ){\vec {v}}+\nabla \cdot \mathbf {P} ={\dfrac {\partial }{\partial t}}(\rho {\vec {v}})+\nabla \cdot (\rho {\vec {v}}\otimes {\vec {v}})+\nabla \cdot \mathbf {P} =0\\{\dfrac {\partial }{\partial t}}(\rho e)+\nabla \cdot (\rho e{\vec {v}})+\nabla \cdot {\vec {q}}+\nabla \cdot (\mathbf {P} {\textbf {:}}{\vec {v}})=0\end{cases}}.}Tous les seconds membres sont nuls du fait des lois de conservation :{\displaystyle \int _{\vec {v}}\psi _{i}{\mathcal {Q}}\,\mathrm {d} {\vec {v}}=0,\quad \forall i,\;\forall \psi \in \left[m_{i},m_{i}{\vec {v}},{\frac {1}{2}}m_{i}\Vert {\vec {v}}\Vert ^{2}\right].}On obtient ainsi un système d'évolution pour {\displaystyle \rho }, {\displaystyle {\vec {v}}} et {\displaystyle e} dans lequel les flux {\displaystyle {\vec {J}}_{i}}, {\displaystyle \mathbf {P} } et {\displaystyle {\vec {q}}} restent à expliciter.

## Équation de Boltzmann adimensionnelle
On se place dans l'hypothèse d'un milieu homogène (une seule espèce présente).
Afin d'estimer l'apport de chaque terme dans l'équation de Boltzmann il est nécessaire d'adimensionner celle-ci. Pour cela on définit les quantités de référence suivantes :
- la température {\displaystyle T^{*}} d'où l'on déduit une vitesse de référence qui est la vitesse du son pour un gaz parfait {\displaystyle a^{*}={\sqrt {\gamma RT^{*}}}} ;
- la longueur de référence macroscopique {\displaystyle L^{*}} liée au problème avec laquelle on définit un temps de référence {\displaystyle t^{*}={\frac {L^{*}}{a^{*}}}} lié à la propagation des ondes acoustiques ;
- la pression de référence {\displaystyle p^{*}} avec lesquelles on définit une masse volumique de référence {\displaystyle \rho ^{*}={\frac {p^{*}}{RT^{*}}}} et la quantité {\displaystyle f^{*}={\frac {\rho ^{*}}{{a^{*}}^{3}}}} ;
- une vitesse de référence microscopique correspondant à la vitesse moyenne d'une particule {\displaystyle c^{*}={\sqrt {\frac {8kT^{*}}{m\pi }}}} ;
- une autre vitesse de référence microscopique correspondant à la vitesse relative moyenne entre deux particules {\displaystyle g^{*}=c^{*}{\sqrt {2}}} ;
- une longueur de référence microscopique correspondante au libre parcours moyen {\displaystyle l^{*}={\frac {1}{{\sqrt {2}}\sigma n}}} où {\displaystyle \sigma } est la section efficace différentielle.

Si l'on définit à présent les variables réduites {\displaystyle {\tilde {f}}={\frac {f}{f^{*}}}}, {\displaystyle {\tilde {t}}={\frac {t}{t^{*}}}}, {\displaystyle {\vec {\tilde {v}}}={\frac {\vec {v}}{c^{*}}}}, {\displaystyle {\tilde {g}}={\frac {g}{g^{*}}}}, {\displaystyle {\tilde {b}}={\frac {b}{\sqrt {\frac {\sigma }{\pi }}}}} et {\displaystyle {\vec {\tilde {x}}}={\frac {\vec {x}}{L^{*}}}}, l'équation de Boltzmann s'écrit :{\displaystyle N_{Str}{\frac {\partial {\tilde {f}}}{\partial {\tilde {t}}}}+{\vec {\tilde {v}}}\cdot \nabla _{\tilde {x}}{\tilde {f}}={\frac {1}{N_{Knu}}}{\frac {\tau ^{*}}{f^{*}}}{\mathcal {Q}}(f,f)}où
- {\displaystyle N_{Sr}={\frac {L^{*}}{c^{*}t^{*}}}} est le nombre de Strouhal qui pondère la variation temporelle du système,
- {\displaystyle N_{Knu}={\frac {l^{*}}{L^{*}}}} est le nombre de Knudsen dont l'inverse pondère le terme de collision, donc la tendance au retour vers l'équilibre. En pratique, pour que les équations du continu soient valides, il faut que {\displaystyle N_{Knu}<0.01} , typiquement.

## Formulation de la solution
On écrit la solution comme une série en utilisant un paramètre {\displaystyle \Lambda } du même ordre de grandeur que le nombre de Knudsen : {\displaystyle f({\vec {x}},{\vec {v}}_{i},t)=f({\vec {x}},{\vec {v}}_{i},t)^{(0)}+\Lambda f({\vec {x}},{\vec {v}}_{i},t)^{(1)}+\Lambda ^{2}f({\vec {x}},{\vec {v}}_{i},t)^{(2)}+\ldots }{\displaystyle f({\vec {x}},{\vec {v}}_{i},t)} respectant les lois de conservation, chacun des termes du développement doit également les respecter. D'où les contraintes sur la solution : {\displaystyle \int _{\vec {v}}\psi f({\vec {x}},{\vec {v}}_{i},t)^{(k)}\,\mathrm {d} {\vec {v}}=0,\quad \forall i,\;\forall k,\;\forall \psi \in [m,m{\vec {v}},{\frac {1}{2}}m\Vert {\vec {v}}\Vert ^{2}].}On porte cette approximation dans l'équation de Boltzmann et on sépare les termes correspondant à chaque puissance de {\displaystyle \Lambda }.

### À l'ordre zéro
On obtient simplement {\displaystyle \sum _{j}{\mathcal {Q}}{\Bigl (}f({\vec {x}},{\vec {v}}_{i},t)^{(0)},f({\vec {x}},{\vec {v}}_{j},t)^{(0)}{\Bigr )}=0.}Cette équation est vérifiée si tous les termes qui la composent sont nuls, donc en particulier {\displaystyle {\mathcal {Q}}{\Bigl (}f({\vec {x}},{\vec {v}}_{i},t)^{(0)},f({\vec {x}},{\vec {v}}_{j},t)^{(0)}{\Bigr )}=0,}ce qui implique que {\displaystyle f({\vec {x}},{\vec {v}}_{i},t)^{(0)}({\vec {v}}')f({\vec {x}},{\vec {v}}_{i},t)^{(0)}({\vec {w}}')=f({\vec {x}},{\vec {v}}_{i},t)^{(0)}({\vec {v}})f({\vec {x}},{\vec {v}}_{i},t)^{(0)}({\vec {w}}),} ou que {\displaystyle \log f({\vec {x}},{\vec {v}}_{i},t)^{(0)}({\vec {v'}})+\log f({\vec {x}},{\vec {v}}_{j},t)^{(0)}({\vec {w}}')=\log f({\vec {x}},{\vec {v}}_{i},t)^{(0)}({\vec {v}})+\log f({\vec {x}},{\vec {v}}_{j},t)^{(0)}({\vec {w}}).}Ainsi, {\displaystyle \log f} est donc un invariant collisionnel. Il s'écrit donc comme une combinaison linéaire des invariants collisionnels canoniques: {\displaystyle \log f({\vec {x}},{\vec {v}}_{i},t)^{(0)}=A_{i}m_{i}+{\vec {B}}_{i}\cdot (m_{i}{\vec {v}}_{i})+C_{i}{\frac {1}{2}}m_{i}\Vert {\vec {v}}_{i}\Vert ^{2}}
En introduisant cette expression dans les équations définissant les variables macroscopiques on identifie les paramètres de ce développement et on retrouve la loi de distribution des vitesses de Maxwell, soit : {\displaystyle f({\vec {x}},{\vec {v}}_{i},t)^{(0)}=n_{i}\left({\frac {m_{i}}{2\pi kT}}\right)^{\frac {3}{2}}\mathrm {e} ^{-{\frac {m_{1}}{2kT}}\Vert {\vec {v}}_{i}-{\vec {v}}\Vert ^{2}}}
avec {\displaystyle \beta _{i}={\frac {m_{i}}{2kT}}}. Les flux de diffusion {\displaystyle {\vec {J}}_{i}} sont nuls ainsi que le flux de chaleur {\displaystyle {\vec {q}}}. Le tenseur de pression est réduit à sa trace {\displaystyle \mathbf {P} =p\,{\mathsf {I}}} où {\displaystyle {\mathsf {I}}} est le tenseur unitaire. Les équations macroscopiques correspondantes sont les équations d'Euler.

### À l'ordre un
L'ordre un fait apparaître une équation intégrale de Fredholm pour l'inconnue {\displaystyle f({\vec {x}},{\vec {v}}_{i},t)^{(1)}}, soit : {\displaystyle {\frac {\partial }{\partial t}}f({\vec {x}},{\vec {v}}_{i},t)^{(0)}+{\vec {v}}\cdot \nabla f({\vec {x}},{\vec {v}}_{i},t)^{(0)}=\sum _{j}\left[{\mathcal {Q}}{\Bigl (}f({\vec {x}},{\vec {v}}_{i},t)^{(0)},f({\vec {x}},{\vec {v}}_{j},t)^{(1)}{\Bigr )}+{\mathcal {Q}}{\Bigl (}f({\vec {x}},{\vec {v}}_{i},t)^{(1)},f({\vec {x}},{\vec {v}}_{j},t)^{(0)}{\Bigr )}\right]}La difficile résolution de cette équation, permet de donner les diverses quantités inconnues des équations d'Enskog que l'on peut alors assimiler aux équations de Navier-Stokes.

#### Le flux de diffusion
Il s'obtient sous forme d'un système linéaire appelé système de Stefan-Maxwell : {\displaystyle {\begin{array}{rcl}\sum _{j\neq i}{\dfrac {x_{i}x_{j}}{\rho {\mathcal {D}}_{ij}}}\left({\dfrac {{\vec {J}}_{j}}{c_{j}}}-{\dfrac {{\vec {J}}_{i}}{c_{i}}}\right)&=&\nabla x_{i}+(x_{i}-c_{i})\nabla \log p+k_{i}^{T}\nabla \log T\\&=&{\vec {d_{i}}}+k_{i}^{T}\nabla \log T\end{array}}}où l'on voit apparaître le coefficient de diffusion binaire {\displaystyle {\mathcal {D}}_{ij}(T,p)} et le « coefficient de diffusion thermique multicomposant » {\displaystyle k_{i}^{T}(T,p,x_{i})} (en fait un nombre sans dimension) lié aux coefficients ordinaires {\displaystyle D_{i}^{T}(T,p,x_{i})} (qui ne sont pas des coefficients de diffusion et qui peuvent être négatifs) par : {\displaystyle k_{i}^{T}=\sum _{j\neq i}{\frac {x_{i}x_{j}}{\rho {\mathcal {D}}_{ij}}}\left({\frac {D_{j}^{T}}{c_{j}}}-{\frac {D_{i}^{T}}{c_{i}}}\right).}Pour un milieu comportant {\displaystyle N} espèces, le rang de ce système est {\displaystyle N-1} puisque {\displaystyle \sum _{i}{\vec {J}}_{i}=0}. Sa solution formelle est :{\displaystyle {\vec {J}}_{i}=-{\frac {\rho }{{\overline {\mathcal {M}}}^{2}}}\sum _{j\neq i}{\mathcal {M}}_{i}{\mathcal {M}}_{j}D_{ij}[\nabla x_{i}+(x_{i}-c_{i})\nabla \log p]-D_{i}^{T}\nabla \log T}On retrouve les termes de diffusion par gradient de concentration, de pression et de température (effet Soret). {\displaystyle D_{ij}(T,p,x_{i})} est le coefficient de diffusion multicomposant, solution d'un système linéaire faisant intervenir les coefficients binaires. Ce système étant également de rang {\displaystyle N-1} la solution n'est pas unique et comporte {\displaystyle {\frac {N(N-1)}{2}}} termes indépendants. On choisit généralement {\displaystyle D_{ii}=0} par souci de symétrie. Ce choix est arbitraire.
Il existe diverses solutions approchées du système de Stefan-Maxwell permettant d'obtenir une expression explicite du flux de diffusion sous une forme voisine de la loi de Fick, laquelle n'est exacte que pour un mélange binaire,.

#### Le tenseur de pression
Le tenseur de pression a une forme classique
{\displaystyle {\mathsf {P}}=p{\mathsf {I}}-2\mu (T,p,x_{i}){\mathsf {S}}}
où {\displaystyle {\mathsf {I}}} est le tenseur unité et {\displaystyle {\mathsf {S}}} le tenseur des contraintes visqueuses
{\displaystyle {\mathsf {S}}={\frac {1}{2}}[\nabla {\vec {v}}+(\nabla {\vec {v}})^{t}]-{\frac {1}{3}}(\nabla \cdot {\vec {v}})\,{\mathsf {I}}}
Un terme supplémentaire {\displaystyle -\eta (\nabla \cdot {\vec {v}})\,{\mathsf {I}}} apparaît dans la pression lorsque l'on prend en compte les interactions inélastiques. Son influence est faible voire totalement négligeable pour les gaz peu denses.
On notera que l'hypothèse de Stokes se justifie naturellement par cette approche.

#### Le flux de chaleur
Il est donné par
{\displaystyle {\vec {q}}=-\lambda \nabla T+\sum _{i}\rho _{i}e_{i}{{\vec {v}}_{D}}_{i}+p\sum _{i}k_{i}^{T}{{\vec {v}}_{D}}_{i}}
{\displaystyle \lambda (T,p,x_{i})} est la conductivité thermique. Le dernier terme de l'équation est le corollaire de l'effet Soret et est nommé effet Dufour.

#### Les coefficients de transport
Les coefficients de transport s'expriment sous forme de systèmes linéaires qui font intervenir des quantités du type {\displaystyle \int _{\vec {v}}F({\vec {v}}_{i},f_{i}^{(0)})d{\vec {v}}_{i}} qui sont développées en polynômes de Sonine-Laguerre. Les coefficients du développement s'expriment en fonction des intégrales de collision. En pratique on se contente du premier ordre pour le développement et les intégrales de collision sont des fonctions de la température tabulées par divers auteurs. De plus il existe des solutions approchées des systèmes linéaires donnant les divers coefficients sous forme explicite,.
Certains coefficients de transport sont analytiques lorsque l'on utilise un potentiel sphère dures. Ceux-ci sont :
- le coefficient de diffusion binaire variant en {\displaystyle \textstyle {\frac {T^{\frac {3}{2}}}{p}}} ;
- la viscosité variant en {\displaystyle \textstyle \,T^{\frac {1}{2}}}, indépendante de la pression.

Les variations sont analogues lorsque l'on utilise un potentiel plus réaliste, par exemple un potentiel de Lennard-Jones : seul l'exposant de la température change un peu.
La conductivité a une forme analogue à celle de la viscosité pour un gaz monoatomique.

#### La fonction de distribution
La fonction de distribution est
{\displaystyle f_{i}^{(1)}=f_{i}^{(0)}\left[1+{\frac {1}{x_{i}}}{\vec {v}}_{i}\cdot {\vec {d_{i}}}+\mathbf {b} _{i}:(\mathbf {\nabla } \otimes {\vec {v}})+\left(W_{i}^{2}-{\frac {5}{2}}\right){\vec {v}}_{i}\cdot \nabla \log T\right]}
où {\displaystyle {\vec {d_{i}}}} est donné dans le flux de diffusion et
{\displaystyle {\vec {W}}_{i}={\sqrt {\frac {m_{i}}{2kT}}}{\vec {v}}_{i}}
{\displaystyle \mathbf {b} _{i}=2\left(\mathbf {W} _{i}\otimes \mathbf {W} _{i}-W_{i}^{2}\,{\mathsf {I}}\right)}
Cette fonction de distribution est nécessaire pour le calcul de la couche de Knudsen qui donne les conditions à la paroi pour les équations de Navier-Stokes.

### À l'ordre deux
On obtient là encore une intégrale de Fredholm pour l'inconnue {\displaystyle f_{i}^{(2)}}
{\displaystyle {\frac {\partial f_{i}^{(1)}}{\partial t}}+{\vec {v}}\cdot \nabla f_{i}^{(1)}=\sum _{j}\left[Q(f_{i}^{(0)},f_{j}^{(2)})+Q(f_{i}^{(1)},f_{j}^{(1)})+Q(f_{i}^{(2)},f_{j}^{(0)})\right]}
David S. Burnett a proposé en 1936 une solution de cette équation. Celle-ci a l'inconvénient de ne pas respecter le théorème H. Il semble que la montée en ordre constitue une impasse, toutes les variantes proposées jusqu'à ce jour ne résolvant pas ce problème.